# Wenceslaus 2. af Bøhmen
Wenceslaus 2. Přemyslid (tjekkisk: Václav II.; polsk: Wacław II Czeski; 27. september  1271 – 21. juni 1305) var konge af Bøhmen (1278–1305), hertug af Krakow (1291–1305) og konge af Polen (1300–1305).
Han var den eneste søn af kong Ottokar II af Bøhmen og Ottokars anden kone Kunigunda. Han blev født i 1271, ti år efter forældrenes ægteskab. Kunigunda var datter af Rostislav Mikhailovich, herre af Slavonien, søn af en storprins af Kiev, og Anna af Ungarn, datter af Béla 4. af Ungarn. Hans oldefar var den tyske konge Filip af Schwaben. Wenceslaus II var bedstefar til den hellige romerske kejser, Karl 4. Han var medlem af Přemyslid-dynastiet.

## Tidlige år
I 1276 satte Rudolf 1. romernes konge, Ottokar under Reichsbann (de) og belejrede Wien. Dette tvang i november 1276 Ottokar til at underskrive en ny traktat, hvorved han opgav alle krav til Østrig og de nærliggende hertugdømmee, idet han kun beholdt Bøhmen og Mähren for sig selv. Wenceslaus blev derefter forlovet med Rudolfs datter Judith, hvilket skabte en urolig fred. Wenceslauss far døde den 26. august 1278 i slaget ved Marchfeld kort før Wenceslaus syv års fødselsdag.
Ind til Wenceslaus blev myndig, blev regeringen varetaget af markgreven af Brandenburg Otto 5. markgreve af Brandenburg, som siges at have holdt Wenceslaus fanget flere steder. Han vendte tilbage til Bøhmen i 1283, i en alder af tolv. Hans mors anden mand, Záviš af Falkenštejn, regerede i stedet for ham i et par år.
Den 24. januar 1285 giftede Wenceslaus sig med Judith af Habsburg, datter af Rudolf I, som han havde været forlovet siden 1276. I 1290 fik Wenceslaus Záviš halshugget for påstået forræderi og begyndte at regere uafhængigt.

## Polsk kongedømme
I 1291 afstod højhertug Przemysł 2. af Polen det suveræne hertugdømme Kraków til Wenceslaus. Kraków var forbundet med Polens overherredømme, men Przemysł havde de andre hertugdømmer og blev i 1295 kronet til konge. Efter Przemysłs død i 1296 blev Wenceslaus overherre over Polen og i 1300 og lod sig krone dets konge.

## Sølv i Kutná Hora
I 1298 blev der opdaget sølv ved Kuttenberg (nu Kutná Hora) i det centrale Bøhmen. Wenceslaus tog kontrol over minen ved at gøre sølvproduktion til et kongeligt monopol og udstedte Prags groschen, som blev den mest populære af de tidlige Groschen-type mønter. Kutná Hora var en af de rigeste europæiske sølvstrejker nogensinde: mellem 1300 og 1340 kan minen have produceret så meget som 20 tons sølv om året.
I 1300 udstedte Wenceslaus den nye kongelige minedriftskode Ius regale montanorum. Dette var et juridisk dokument, der specificerede alle administrative såvel som tekniske vilkår og betingelser, der var nødvendige for driften af miner.

## Ungarns krone og død
Dronning Judith døde i 1297. Wenceslaus' anden hustru var Elisabeth Richeza, datter af kong Przemysl 2. af Polen (1295-1296).
I 1301 døde Wenceslaus' slægtning Andreas 3. af Ungarn, og Árpád-dynastiet uddøde i den mandlige linje. Wenceslaus var en af de slægtninge, der gjorde krav på tronen, og han accepterede den fra et parti ungarere på vegne af sin unge søn, forlovet med Andreas' eneste barn, Elizabeth. Den 27. august 1301 blev hans søn kronet i Székesfehérvár som konge af Ungarn.
På det tidspunkt blev kongeriget Ungarn opdelt i flere de facto fyrstendømmer, og den unge Wenceslaus blev kun accepteret som konge af Ungarn af herskerne i Øvre Ungarn (Mattæus 3. Csák), i det moderne Burgenland (Güssingerne [Kőszegis]) og på territorium omkring hovedstaden Buda. Men Abas og Matthew Csák skiftede side i 1303 og begyndte at støtte Wenceslaus' rival Karl 1. af Ungarn. Følgelig blev den unge Wenceslaus i Ofen (Buda) bange og skrev til sin far i Prag for at få hjælp. Hans far invaderede Buda med en stor hær, men efter at have overvejet situationen tog han sin søn og den ungarske krone og vendte tilbage til Bøhmen (1304). Ivan Kőszegi blev udnævnt til at repræsentere Wenceslaus 3. i Ungarn.
Wenceslaus 2. døde den 21. juni 1305, 33 år gammel,  sandsynligvis af tuberkulose. Han blev efterfulgt af sin søn, Wenceslaus 3. den sidste af Přemyslid-kongerne.

## Wenceslaus 2's regering
Wenceslaus 2. betragtes som en af de vigtigste tjekkiske konger. Han byggede et stort imperium, der strakte sig fra Østersøen til Donau-floden og etablerede adskillige byer, såsom Plzeň i 1295. Han vandt tre kongelige kroner (Bøhmen, Ungarn og Polen) til sin familie. Kongeriget Bøhmen var den største producent af sølv i Europa på sin tid. Han skabte Prag Groschen, som var en vigtig europæisk valuta i århundreder.
Under hans regeringstid var der stor byudvikling. Han planlagde at bygge det første universitet i Centraleuropa. Kongeriget Bøhmens magt og rigdom gav anledning til stor respekt, men også til fjendtlighed blandt europæiske kongefamilier. Hans søn kong var ude af stand til at opretholde et mægtigt imperium, og kort efter Wenceslaus 2.s alt for tidlige død begyndte hans imperium at smuldre.

## Familie
I 1285 giftede han sig i Cheb med den tyske prinsesse Judith af Habsburg (1271–1297), datter af kong Rudolf I af Tyskland og hans hustru Gertrude af Hohenberg. Hun døde kort efter deres 10. barn blev født:
- Přemysl Otakar (6. maj 1288 – 19. november 1288).
- Wenceslaus 3. af Bøhmen (6. oktober 1289 – 4. august 1306); Konge af Bøhmen, Konge af Ungarn og Konge af Polen.
- Agnes (6. oktober 1289 – kort efter 6. august 1296), tvilling til Wenzel; gift i 1296 med Rupert, ældste overlevende søn af den tyske kong Adolf af Nassau . [2]
- Anne (10. oktober 1290 – 3. september 1313), gift i 1306 med Henrik af Kärnten .
- Elisabeth (20. januar 1292 – 28. september 1330), gift i 1310 med Johannes af Luxembourg .
- Judith (3. marts 1293 – 3. august 1294).
- John (26. februar 1294 – 1. marts 1295).
- John (21. februar 1295 – 6. december 1296).
- Margaret (21. februar 1296 – 8. april 1322), gift i 1308 med Bolesław 3. den Generøse, hertug af Wrocław.
- Judith (født og død 21. maj 1297).

I 1300 giftede han sig med prinsesse Elisabeth Richeza af Polen (1286-1335), datter af Przemysł 2. konge af Polen . De fik et barn:
- Agnes (25. juni 1305 – før 4. januar 1337), gift med Henrik 1., hertug af Jawor.

Wenceslaus har også adskillige uægte børn, herunder Jan Volek (?? – 27. september 1351), biskop af Olomouc